# Відчайдушний: Війна ізгоїв
«Відчайдушний: Війна ізгоїв» (англ. Desperado: The Outlaw Wars) — американський телевізійний вестерн 1989 року.

## Сюжет
Дуелл Макколл, звинувачений у злочинах, яких він не скоював, відвідавши свою колишню дівчину, дізнається про те, що вона народила від нього дитину. Він бажає залишитися, але не може, тому що перебуває в розшуку. Шериф Кемпбелл намагається затримати небезпечного злочинця, що вбив його дружину, і пропонує Макколлу угоду.

## У ролях
| Актор                 | Роль                          |
| --------------------- | ----------------------------- |
| Алекс МакАртур        | Дуелл Макколл                 |
| Річард Фарнсуорт      | Шериф Кемпбелл, Бісбі Арізона |
| Джеймс Ремар          | Джон Сайкс                    |
| Бред Дуріф            | Камілл Флай                   |
| Том Бауер             | Біллі Доббс                   |
| Віп Хаблі             | Чарлі Кейтс                   |
| Брайон Джеймс         | Рой Граймс                    |
| Дебра Фойер           | Меггі, дівчина Сайкса         |
| Бак Тейлор            | Вес Портер                    |
| Діон Річмонд          | Томас Джефферсон III          |
| Лізі Каттер           | Нора                          |
| Джефрі Льюїс          | Олівер Острув                 |
| Марія Річвайн         |                               |
| Кеннет Бріджес        | Мойсей Фортуна, швець         |
| Майк Каспер           | Рассел                        |
| Цезар Пол Дель Трессо | городянин 1                   |
| Джордж Доббс          | Хардін                        |
| Девід Кантнер         | Бреді                         |
| Генрі Макс Кендрік    | бармен Мак                    |
| Вільям Кіль           | Аверелл Белл, власник шахти   |
| Роберт Нотт           | Карл Тернер                   |
| Рекс Лінн             | Логан                         |
| Гленн Лі Маршалл      | Кемерон                       |
| Фред Нельсон          | клерк шахти                   |
| Ройс О'Доннелл        | Тектор                        |
| Крісті Пікрелл        | Кейт                          |
| Крейг Рей             | Піт Тернер                    |
| Ерл В. Сміт           | Вілкс                         |
| Річ Вілер             | городянин 2                   |